# Східна Малайзія

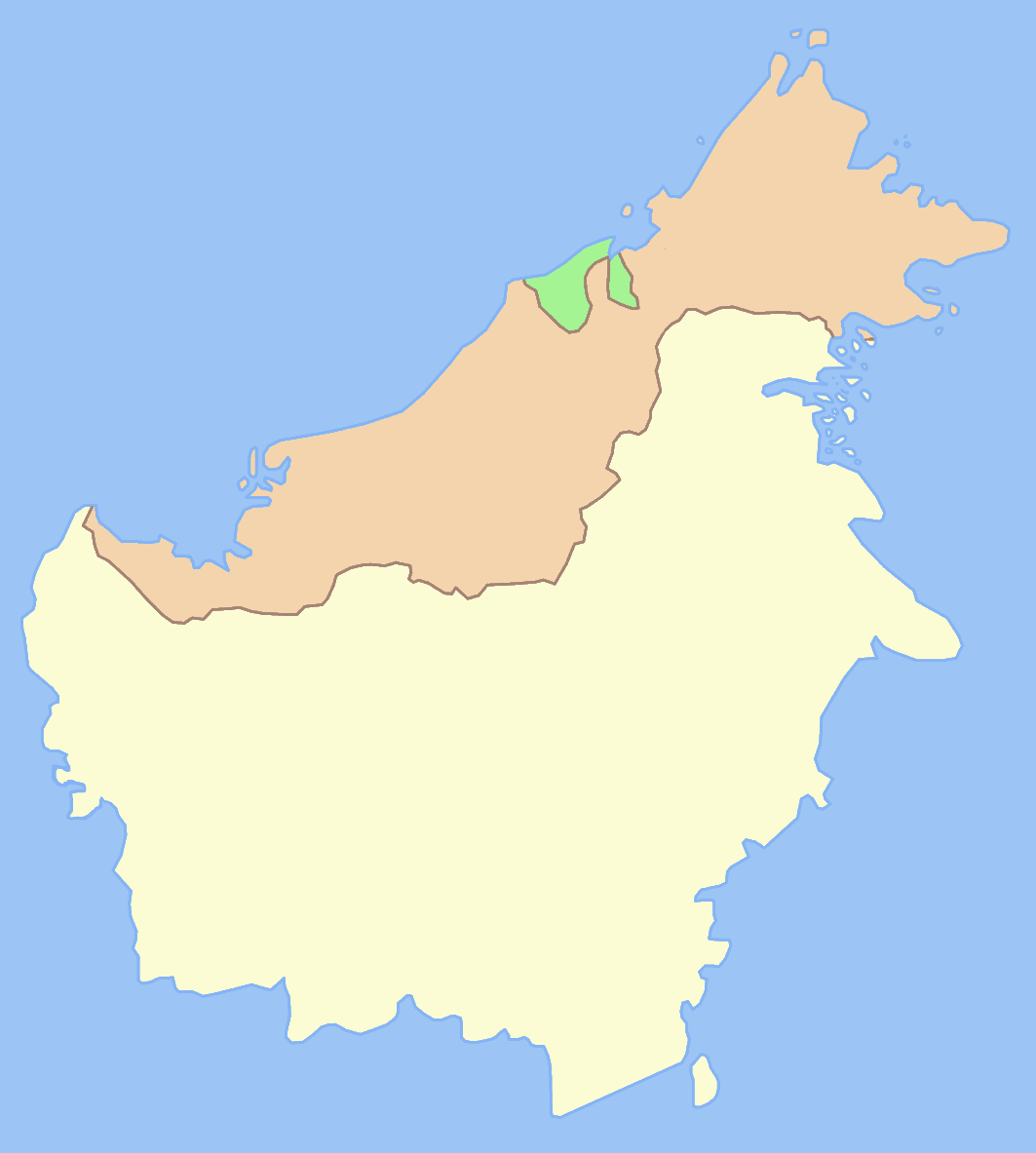
Східна Малайзія на мапі Калімантану виділена світлобрунатним

Східна Малайзія, або острівна Малайзія (малай. Malaysia Timur) — територія Малайзії, що не знаходиться на території Півострівної, чи Західної Малайзії, відділена від неї Південнокитайським морем. До Східної Малайзії належать території Саравак і Сабах, які розташовані на острові Калімантан (Борнео), а Лабуан на однойменному острові поблизу Борнео.
Територія Східної Малайзії переважно відповідає території Британського Борнео на початку XX століття, окрім території Брунею. За оцінками 2013 року тут мешкало понад 6 мільйонів осіб.
Площа Східної Малайзії понад 200 тисяч км², що складає 60 % площі країни. Населення складає лише приблизно 20 %, що свідчить про низьку щільність населення. Також на відміну від континентальної частини країни Східна частина має високу частину сільського населення — приблизно 46 %.
У Сараваку розташована найбільша річка Малайзії Раджанг, а також існує велика мережа річок, що досягає до 5000 км сумарної довжини. Значна їх частина суднохідні.
Сухопутні автомобільні шляхи розвинені слабко, значна частина доріг ґрунтові й на початку XXI століття.
Залізничний транспорт розвинений слабко, у Сараваку відсутній повністю, у Сабаху існує лише одна залізнична гілка.
У часи незалежності суттєво зросла тривалість життя серед мешканців регіону з племен даяків і споріднених племен.

## Історія
Стоянка первісної людини віком 35 тисяч років відома в Сараваку, як і інші пам'ятки кам'яної доби. У X-XIV столітті на цій території існували численні торгові поселення, з яких найбільшим було поселення поблизу Сантубонгу. Надалі ці поселення занепали, а наприкінці XV століття все північно-західне узбережжя контролювала Брунейська імперія. Під час її занепаду у XVII-XVIII століттях західний Саравак переходив під контроль султанату Самбас, а північно-східний Сабах - під вплив султанату Сулу.
У 1840-ві роки частину сучасного Сараваку отримав у правління британський авантюрист Джеймс Брук, а 1847 року Британія отримала Лабуан. У 1870-ті роки Британська компанія Північного Борнео заволоділа всією територією Сабаху. До 1890 року Королівство Саравак займало територію сучасного штату. Сформувалося Британське Борнео.
З початку 1942 року до травня 1945 року Британське Борнео було окуповано Японією. З травня 1945 до липня 1946 року територією керувала Британська військова адміністрація, а надалі було створено 3 коронні колонії. Коли 1957 року в Західній Малайзії було проголошено Малайську Федерацію, її керівництво зажадало від Великої Британії передати до її складу й територію Британського Борнео, щоб врівноважити Куала-Лумпур, Сінгапур і Пенанг - території з великим китайським населенням.